# Tirstrup
Tirstrup är en ort i Danmark.   Den ligger i Syddjurs kommun och Region Mittjylland,  130 km nordväst om Köpenhamn. Tirstrup ligger 31 meter över havet och antalet invånare är 495. Närmaste större samhälle är Ebeltoft, 12 km söder om Tirstrup. 